# Битва при Панипате (1761)
Битва при Панипате (1761) — третья битва при Панипат, состоялась 14 января 1761 года, примерно в 60 милях (95,5 км) к северу от Дели между северными экспедиционными силами империи маратхов с одной стороны и коалицией правителя Афганистана Ахмад-шаха Дуррани и его индийских мусульманских союзников с другой. Союзниками Ахмад-шаха были рохиллские афганцы из Доаба, белуджи и наместник Ауда Шуджа уд-Доула. В ходе битвы предоставленная французами артиллерия и кавалерия маратхов сражались против тяжелой кавалерии и конной артиллерии (джизаил и замбарук) афганцев и рохиллов во главе с Ахмад-Шахом Дуррани и Наджибом уд-Доулой, оба — этнические пуштуны. Битва считается одной из крупнейших битв в XVIII веке, и имеет, пожалуй, наибольшее число погибших в один день в классическом бою между двумя армиями.

## Ход событий
25 октября 1760 года силы Ахмад-шаха обошли маратхов и отрезали им путь отступления. Маратхи стали лагерем вблизи Панипата и оставались там в осаде три месяца. У них начались голод и болезни, наступали холода. Наконец, 12 января на военном совете маратхи решили прорываться с боем. 
На рассвете 14 января 1761 года маратхи вышли из лагеря. У афганцев было не только численное преимущество, их войско было единым и дисциплинированным, а вожди кланов маратхов часто враждовали друг с другом. 
Сначала пошёл в атаку левый фланг маратхов, нанеся большие потери правому флангу афганцев. По плану пехотинцы маратхов должны были связать афганцев боем, а затем конница маратхов должна была ударить во фланг афганцам. Но конница атаковала преждевременно и помешала пехотинцам маратхов стрелять. 
Главный удар маратхи наносили в центре, его возглавлял командующий их войском Садашривао Брао. Ему удалось прорвать строй афганцев. 
Правый фланг маратхов под командованием Голкара и Синдхьи также должен был атаковать, но не сделал этого, несмотря на приказ Садашривао Брао Голкару.
Ахмад-шах смог остановить своих обратившихся в бегство воинов и направил в бой около 10 000 человек из резерва. После этого афганцы нанесли контрудар своим левым флангом. Была задействована конница афганцев и замбаруки. Был убит Вишвасмрао, сын пешвы Баладжи Баджи-рао. После этого Садашривао Брао слез со своего слона, чтобы посмотреть на убитого Вишвасмрао, среди маратхов началась паника и они обратились в бегство. Тут нанесли удар остальная часть резерва афганцев.  
Погибло 30-40 000 маратхов (а ещё 20 000 погибли ранее в стычках во время осады). Афганцы напали на лагерь маратхов, перебили мужчин и захватили женщин и детей в рабство. В лунном свете (было полнолуние) афганцы гнались за бегущими маратхами и рубили их. Лишь около 15 000 маратхов сумели спастись. Узнав о поражении маратхов и смерти сына, пешва Баладжи Баджи-рао умер.